# ريتشارد وليامز (عازف جاز)
ريتشارد وليامز (بالإنجليزية: Richard Williams)‏ هو عازف جاز أمريكي، ولد في 4 مايو 1931 في غالفستون في الولايات المتحدة، وتوفي في 4 نوفمبر 1985 في نيويورك في الولايات المتحدة.

## وصلات خارجية
- ريتشارد وليامز على موقع ميوزك برينز (الإنجليزية)
- ريتشارد وليامز على موقع أول ميوزيك (الإنجليزية)
- ريتشارد وليامز على موقع ديسكوغز (الإنجليزية)